# Sœurs de la charité de sainte Jeanne-Antide Thouret
Pour les articles homonymes, voir Sœurs de la charité.
Les Sœurs de la charité de sainte Jeanne-Antide Thouret (en latin : Sororum Caritatis a Sancta Ioanna Antida Thouret) forment une congrégation religieuse féminine enseignante et hospitalière de droit pontifical.

## Histoire
L'institut est fondé par Jeanne-Antide Thouret (1765-1826). Entrée en 1787 chez les Filles de la charité, elle doit les quitter à la suite de la Révolution française qui disperse les sœurs. Elle ne renonce pas à sa vocation et ouvre une école pour les petites filles le 11 avril 1799 à Besançon ; quatre aspirantes à la vie religieuse viennent bientôt lui offrir leur aide. Elles ouvrent ensuite d'autres œuvres comme des dispensaires, des pharmacies, des ouvroirs, la distribution de  bouillons pour les pauvres et la visite des malades à domicile. C'est pourquoi on les surnomme rapidement « sœurs du bouillon et des petites écoles ».
La fondatrice reste imprégnée de la pensée de saint Vincent de Paul qu'elle a connu lorsqu'elle était Fille de la charité et prend ce saint pour patron de sa congrégation et comme modèle pour les religieuses. Le 26 septembre 1807, Claude Le Coz, archevêque de Besançon approuve par écrit les constitutions avec permission de les imprimer.
Les Sœurs de la charité se propagent rapidement en France, en Suisse ; en 1810, Letizia Bonaparte demande d’envoyer des sœurs à Naples, ville gouvernée par son gendre Joachim Murat, roi de Naples depuis 1808. Jeanne-Antide répond positivement et part elle-même pour accompagner les six premières sœurs qui arrivent à Naples le 18 novembre 1810. Elles s'installent dans le monastère Regina Cœli et prennent en charge le service des malades à l'hôpital des incurables et créent deux écoles près du monastère.
Profitant d'être proche de Rome, Jeanne-Antide envoie une supplique au pape le 12 septembre 1818 pour qu'il approuve la règle et les constitutions de sa congrégation. Pie VII donne son approbation le 23 juillet 1819 mais ne reconnaît plus l'archevêque de Besançon comme supérieur général, comme cela était le cas auparavant, mais lui donne une simple autorité que possède tout ordinaire sur les instituts de droit pontifical de son diocèse.
Or depuis le 20 septembre 1817, l'archevêque de Besançon est Gabriel Cortois de Pressigny, gallican et ultra-royaliste. Il n'accepte pas la décision du pape et interdit à Jeanne-Antide de rentrer dans l'archidiocèse de Besançon sous peine de faire intervenir l'autorité civile. Elle entreprend un voyage en France pour obtenir une réconciliation mais c'est un échec, une scission est faite entre les deux rameaux, italien et français, la congrégation française des Sœurs de la charité de Besançon et la congrégation napolitaine des Sœurs de la charité sous le patronage de saint Vincent de Paul.
Le 12 septembre 1844, à la demande du pape Grégoire XVI, des sœurs viennent gérer un orphelinat proche de l’hôpital du Saint-Esprit  de Rome puis en 1850, les sœurs se chargent des malades de cet hôpital. Un noviciat y est ouvert en 1851, il est transféré au pied de l’Aventin le 19 juillet 1862 ainsi que la maison-mère qui est toujours à cet emplacement.

## Fusion
Plusieurs congrégations ont fusionné avec les sœurs de la charité de sainte Jeanne-Antide Thouret :
- 1954 : Les Sœurs de la charité de Besançon et les Sœurs de la charité de Rome retrouvent l'unité et fusionnent[11].
- 1993 : Les Sœurs de Notre-Dame de Digne, congrégation elle-même issue d'une fusion de deux instituts en 1969[12]; absorbées en 1993[13]:
  - Les Sœurs hospitalières de Saint-Martin de Digne fondées en 1852 par mère Saint-Vincent de Paul (Hortense Gelinski) d'une scission avec les Sœurs de Notre Dame de Grâce à Aix-en-Provence[14]. Le but de la congrégation était le soin des orphelins et l'enseignement.
  - Les Sœurs de la Sainte-Enfance de Jésus et de Marie fondées le 29 septembre 1836 à Manosque par l'abbé Pascal avec l'aide de quatre Sœurs de l'Enfant-Jésus du Puy. En 1838, la communauté est transférée à Digne[15].
- 2004 : Les Hospitalières de Besançon, filles de Notre-Dame des Sept-Douleurs. En 1667, les autorités de Besançon demandent des sœurs aux hospitalières de sainte-Marthe de Beaune pour gérer l'hôpital Saint-Jacques ; mais les sœurs retournent à Beaune à la suite de la première conquête de la Franche-Comté. Après divers essais pour les remplacer, la communauté de Dôle envoie des sœurs en 1687. Antoine-Pierre de Grammont, archevêque de Besançon leur donne des constitutions plus conforme à la règle de saint Augustin, ce qui entraîne une scission avec les hospitalières fidèles à Beaune et celles de Besançon qui prennent le nom de Filles de Notre-Dame des Sept-Douleurs[9],[16]:
  - Les Hospitalières de Notre-Dame des Sept-Douleurs de Pontarlier avaient fusionné avec les Hospitalières de Besançon en 1967[17].
- 2014 : Les Sœurs de Sainte-Marthe de Périgueux fondée en 1643 par Antoinette et Jeanne Juilhard. Quatre instituts ont fusionné avec elles[12]:
  - Les Filles de Sainte-Marthe d'Angoulême fondées en 1662 par Hélie Guillebauld pour soigner les malades. À la fin du XVIIe siècle, elles sont dans plusieurs hôpitaux de la ville d'Angoulême[18]. Fusion en 1969.
  - Les Sœurs de Sainte-Marthe de Romans fondées en 1815 par mère Marie-Philippine (Hedwige du Vivier)[19]. Fusion en 1969.
  - Les Sœurs de la doctrine chrétienne de Bordeaux fondées en 1815 par mère Marie-Thérèse Grenier et le père Guillaume Soupre[9]. Fusion en 1971.
  - Les Sœurs du Bon Pasteur de la Visitation de Caudéran fondées en 1828 par mère Marie de la Croix (Marie Sutton de Clonard) était une congrégation hospitalière et enseignante de droit diocésain pour l'assistance aux infirmes et aux vieillards. Absorbée en 1971[20].
- 2022 : Les Sœurs de la retraite chrétienne. Le 19 septembre 1789, le Père Antoine-Sylvestre Receveur (1750-1804) installe une communauté d'hommes et une de femmes aux Fontenelles qui vivent dans des maisons séparées, se réunissent pour les exercices de piété et participent à l'instruction des enfants[21]. Le 1er février 1791, Raymond de Durfort, archevêque de Besançon approuve le nouvel institut. Ils prennent l'habit religieux le vendredi saint 1792, et le nom de Solitaires de la retraite chrétienne, mais sans prononcer de vœux religieux. Le 23 octobre 1792, les révolutionnaires envahissent la maison des sœurs qui doivent s'exiler en Suisse. En 1803, Jérôme Champion de Cicé, archevêque d'Aix, les accueille dans son diocèse et fonde deux maisons à Marseille et deux autres à Aix-en-Provence, une des maisons d'Aix est destinée à l'enseignement des garçons et à préparer des prêtres. Cette école a ainsi accueilli saint Laurent Imbert, évêque martyr en Corée, saint Étienne-Théodore Cuenot, évêque martyr au Vietnam, et Jean-Joseph Ferréol,  vicaire apostolique de Corée (aujourd'hui archidiocèse de Séoul) considéré en Corée du Sud comme un des fondateurs de l'Église catholique de ce pays[22],[23]. La société reçoit le décret de louange le 29 septembre 1851. Les branches masculines et féminines se séparent en 1897 et les sœurs forment une congrégation autonome. Sous le gouvernement d'Antonietta Frèze, première supérieure générale de l'institut, il y a un développement notable de la congrégation en Angleterre, alors que presque toutes les communautés en France sont dissoutes par les lois anti-congrégation ; certaines communautés déménageant en Suisse et en Belgique. Le 23 août 1912, le Saint-Siège approuve les Sœurs de la retraite comme société exclusivement féminine ; dans le chapitre général de 1921, il est décidé d'émettre des vœux, et le 12 mars 1929, la Congrégation pour les instituts de vie consacrée et les sociétés de vie apostolique approuve l'institut comme congrégation religieuse[24]. Fusion le 27 novembre 2022[25].

## Activités et diffusion
Les Sœurs de la charité se dédient à l'éducation de la jeunesse, l'assistance aux malades, la visite aux prisonniers, maisons de retraite, foyers d'étudiants, maisons pour malades du sida.
Elles sont présentes:
- Europe : Albanie, Espagne, France, Italie, Malte, Moldavie, Royaume-Uni, Roumanie, Suisse.
- Amérique : Argentine, Bolivie, Brésil, États-Unis, Paraguay.
- Afrique : Cameroun, Égypte, Éthiopie, République centrafricaine, Soudan, Soudan du Sud, Tchad.
- Asie : Vietnam, Inde, Indonésie, Laos, Liban, Pakistan, Syrie, Thaïlande.

En 2017, la congrégation comptait 2 065 sœurs dans 267 maisons.